# Cayo Romano
Cayo Romano est une île cubaine de l'océan Atlantique, située au nord de l'île de Cuba. Elle est avoisinée par Cayo Coco au nord-ouest, et Cayo Guajaba (en) au sud-est.

## Description
Elle est la 22e île des Antilles par sa superficie, avec 464,7 km2.
Cayo Romano fait partie de l'archipel Sabana-Camagüey. Administrativement, sa partie sud est rattachée à la municipalité d'Esmeralda, province de Camagüey ; et sa partie nord-ouest, dite "Cayo Romano occidental", est rattachée à Morón, province de Ciego de Ávila.
Côté sud-ouest, il est bordé par la baie de Perros pour sa partie nord et par la baie de Jigüey pour sa partie sud.
Une route venant de Cayo Coco (et de son aéroport) traverse Cayo Romano pour rallier Cayo Paredon Grande au nord-est. Néanmoins, le pont entre Cuba et Cayo Coco n'est pas praticable par tous les véhicules. Cette route traverse la lagune Media Esponja, sur la cayo Romano, avant de traverser un bras de mer vers le cayo Paredon Grande. 

La même route se poursuit vers le sud et rejoint la route menant du village de Jaronú au cayo Cruz (le tout sur la municipalité d'Esmeralda) (ne pas confondre avec le cayo Cruz del Padre aux environs de Varadero).

## Histoire
Sur ce cayo, il existe une série de constructions coloniales en ruines aujourd’hui, qui datent de la seconde moitié du XIXe siècle. À partir de 1842, Manuel Arteaga Borrero est le propriétaire du domaine de Cayo Romano (comprenant toute l'île). Il y fait de l'élevage.
Le hameau de Versalles (extrémité sud-est du cayo Romano) aurait été nommé ainsi par les Français qui l'habitaient. À cette époque, les activités économiques de l'île étaient l'extraction de fibres de sisal, le bois, le sel et la production de viande.

## Environnement

### Aire protégée de ressources gérées «Zones humides de Cayo Romano»

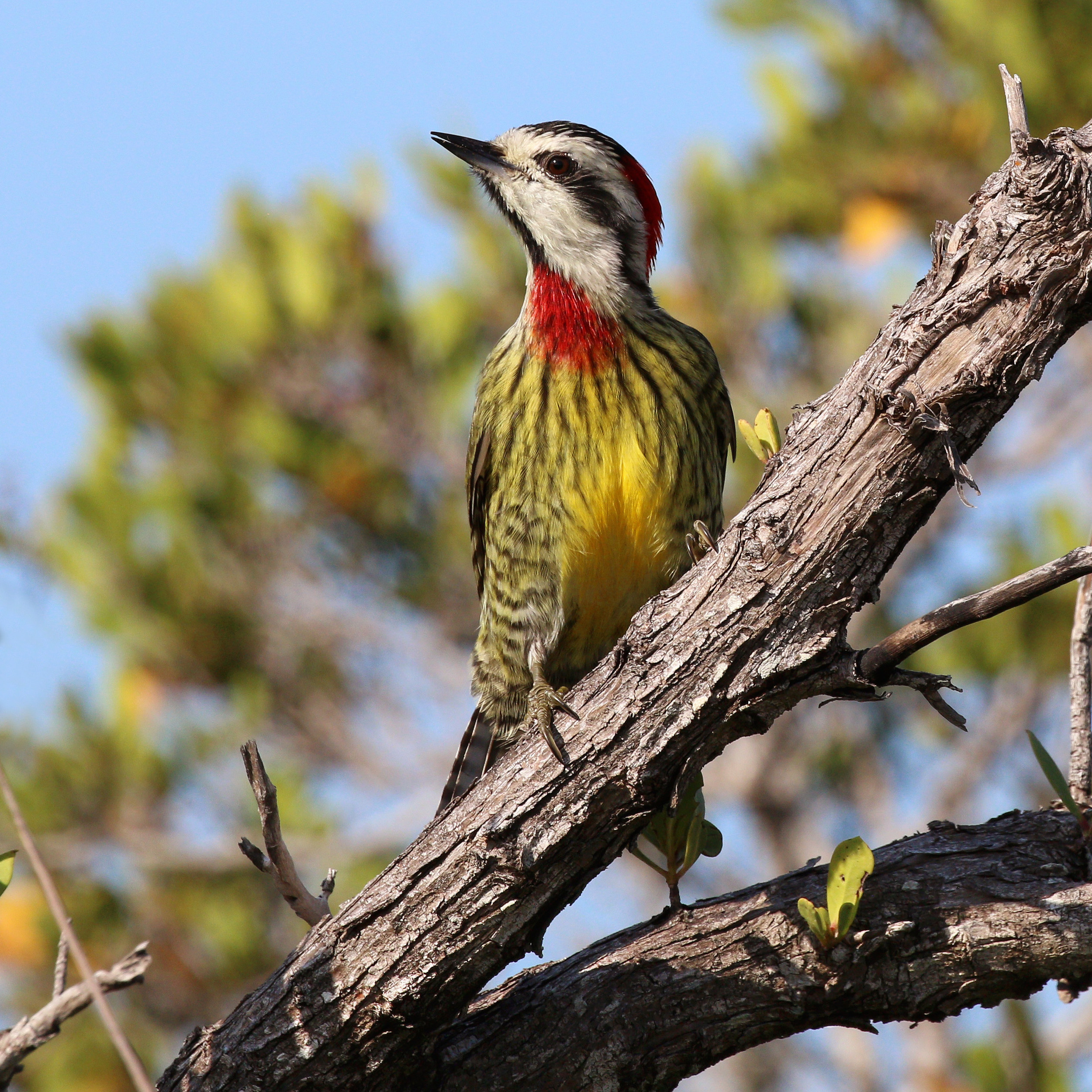
Pic poignardé (Xiphidiopicus percussus), cayo Romano

L'Aire protégée de ressources gérées « Zones humides de Cayo Romano » (Área Protegida de Recursos Manejados Humedales de Cayo Romano), créée en 1985, couvre toute l'île, une partie de la côte de l'île de Cuba et la zone marine entre les deux. Elle fait 237 400 ha, dont 106 905,64 ha de terres et 130 494,36 ha de zones marines, lagunes, etc. Elle a trois zones cœur : Refuge de faune Cayo Cruz, Réserve floristique gérée Silla de Cayo Romano et Refuge de faune Correa.
La flore comprend 475 espèces appartenant à 315 genres et 92 familles. 38 espèces sont endémiques, essentiellement des familles Rubiaceae (26 espèces) et Euphorbiaceae (25 espèces). Les espèces endémiques les plus significatifs sont Cameraria microphylla (en) (en espagnol maboa, petit arbre de 5 m de hauteur moyenne en danger d'extinction par perte d'habitat),  Crescentia mirabilis (un arbuste ou petit arbre appelé güirita cimarrona en espagnol), Coccothrinax salvatoris (en) (un petit palmier) et un cactus, Consolea millspaughii (synonyme de Consolea macracantha, endémique de Floride, les Bahamas, Cuba et îles Cayman). On observe dispersés des arbres, arbustes et palmiers communs en forêt de zones humides, comme Terminalia molinetii (un arbre, en espagnol Júcaro), le mammier (Annona glabra, en espagnol Bagá), Sideroxylon celastrinum (en) (un arbuste ou relativement petit arbre dont le nom signifie "bois de fer"), sauge de plage (Pluchea carolinensis (en), petit arbuste médicinal), chou palmiste (Sabal palmetto) et yarey puant (Copernicia yarey var. yarey (en)).
La faune terrestre comprend 536 espèces. Les insectes sont les plus divers, mais les oiseaux sont le groupe le mieux connu avec 199 espèces. La faune marine est constituée de différents groupes, parmi lesquels se distinguent, par leur richesse et leur abondance, crustacés, mollusques, 86 espèces de poissons et 32 espèces de coraux. Soixante espèces, y compris les mammifères, sont considérées comme notoires en regard du degré d'endémisme, du risque d'extinction et de la distribution ; parmi lesquelles le hutia cubain (Capromys pilorides, endémique) et les chauve-souris du genre Lasiurus (endémique de Cuba). Pour les oiseaux, on note le pic poignardé (Xiphidiopicus percussus), le petit-duc de Cuba (Gymnoglaux lawrencii) et l'épervier de Cuba (Accipiter gundlachi).

### Refuge de faune Cayo Cruz
Le refuge de faune Cayo Cruz (Refugio de Fauna Cayo Cruz), créé en 1985, couvre la moitié sud du cayo Cruz (au nord-est du cayo Romano) et s'arrête peu avant la route venant de cayo Romano. Ses 5 688 ha comprennent 1 149 ha de terres et 4 539 ha de zones marines. C'est une des zones cœur de l'Aire protégée de ressources gérées « Zones humides de Cayo Romano »,.

### Refuge de faune Correa
Le refuge de faune Correa (Refugio de Fauna Correa), créé en 2002, se trouve dans la partie sud-est de l'île (municipalité d'Esmeralda, province de Camagüey). Ses 14 050 ha comprennent 7 938 ha de terres et 6 112 ha de zones marines. C'est une des zones cœur de l'Aire protégée de ressources gérées « Zones humides de Cayo Romano ». Outre une partie du sud-est du cayo Romano, elle inclut nombre de petits îlots, dont cayo Mojarra et cayo Cucubao,.
La faune inclut 46 espèces d'araignées regroupées en 38 genres et 21 familles, dont 8 endémiques à l'archipel cubain. Les amphibiens sont rares et ne sont représentés que par 3 espèces, dont 2 sont endémiques : Bufo peltocephalus et Eleutherodactylus atkinsi. 

Pour les reptiles, 21 espèces appartenant à 10 familles et 14 genres y ont été recensées. La famille des Iguanidae y présente le plus grand nombre d’espèces, dont 11 espèces endémiques parmi lesquelles Anolis homolechis homolechis, Anolis jubar cocoensis, Anolis equestris, Leiocephalus stictigaster septentrionalis et Leiocephalus macropus. Anolis equestris est une sous-espèce nouvellement étudiée et semble endémique du cayo. 

On y trouve 105 espèces d'oiseaux, dont 8 espèces endémiques. La lagune de Correa est pour eux un site d'alimentation important, surtout pour la spatule rosée (Platalea ajaja) et le tantale d'Amérique (Mycteria americana), cette dernière espèce ayant un groupe d'individus permanents dans le site. Cayo Ratones est un territoire de nidification la frégate superbe (Fregata magnificens) et le pélican brun (Pelecanus occidentalis).

### Réserve floristique gérée Silla de Cayo Romano
La réserve floristique gérée (Reserva Florística Manejada) Silla de Cayo, créée en 2002, est une des zones cœur de l'Aire protégée de ressources gérées « Zones humides de Cayo Romano ». Elle se trouve dans la partie sud-ouest de l'île (municipalité d'Esmeralda). Elle couvre 1 995 ha et est entièrement terrestre, sans côte marine. Elle inclut les sommets Silla de Cayo Romano (62,8 m) et l'Alto del Ají (30 m). On y trouve 417 genres d'espèces végétales, regroupées en 104 familles, parmi lesquelles 151 espèces endémiques dont 12 endémiques locales. Les formations végétales les plus importantes sont le maquis xéromorphe côtier, principalement sur karst ; la formation mycophile ; et la formation semicaduque, cette dernière étant très sensible à l'environnement. Se trouvent également des herbages, de la végétation secondaire et des cultures. La faune est la même que celle du refuge de faune Correa.
L'infrastructure administrative de la réserve se trouve au hameau de Versalles.